# Amy Karle
Amy Karle (New York, 1980) è un'artista statunitense il cui lavoro si concentra sul rapporto tra tecnologia e umanità.
Amy Karle è un'artista, bioartista e futurista americano il cui lavoro si concentra sulla relazione tra tecnologia e umanità, in particolare su come la tecnologia e la biotecnologia influenzano la salute, l'umanità, la società, l'evoluzione e il futuro. Karle combina scienza e tecnologia con l'arte ed è nota per l'utilizzo di tessuti viventi nel suo lavoro. Nel 2019, la BBC l'ha riconosciuta tra le "100 donne più influenti".
Le sue opere sono state esposte in diverse sedi internazionali, tra cui Ars Electronica, Centre Georges Pompidou, Mori Art Museum, Museo di Arte Contemporanea, Biennale di Nova Rio, Smithsonian Institution e Triennale di Milano. Nel 2010, ha preso parte alla performance di Marina Abramovic L'Artiste est Present presso il Museum of Modern Art (MoMA).
Karle ha ricoperto il ruolo di Artista Diplomatica per il Dipartimento di Stato degli Stati Uniti. Ufficio per gli Affari Educativi e Culturali, dove ha condotto laboratori incentrati sull'empowerment delle donne nei campi STEAM (Scienza, Tecnologia, Ingegneria, Arte e Matematica).

## Formazione scolastica
Karle si è laureata presso l'Alfred University e l'Università Cornell, conseguendo lauree in Arte, Design e Filosofia.

## Biografia
Karle è nata a New York nel 1980 e cresciuta a Endicott, NY. Sua madre era biochimica e suo padre farmacista; Karle racconta di essere "cresciuta tra laboratori e farmacie".  Attualmente risiede e lavora a San Francisco, California.
Karle è affetta da una rara condizione, l'aplasia cutis congenita, che l'ha resa priva di una vasta regione di pelle sul cuoio capelluto e di una parte dell'osso del cranio. Durante l'infanzia ha subito una serie di interventi chirurgici sperimentali. Il suo cuoio capelluto è stato ricostruito attraverso una chirurgia di espansione tissutale, tecnica all'epoca ritenuta pericolosa e sperimentale. Questa esperienza ha influenzato profondamente il suo lavoro e il suo desiderio di curare e migliorare il corpo e la condizione umana, suscitando in lei un interesse per i legami tra biologia, medicina predittiva e arte.

## Lavoro
Karle è un'artista e ricercatrice che esplora le tecnologie emergenti, utilizzandole sia come strumenti sia come temi centrali del suo lavoro. Si dedica all'analisi delle implicazioni derivanti dall'interazione tra scienze biologiche, computazionali e la natura umana. È particolarmente riconosciuta per la sua abilità nel combinare infotecnologia e biotecnologia nell'ambito della bioarte. Il suo lavoro affronta l'etica della biotecnologia, esplora le potenzialità dell'evoluzione futura e solleva domande sull'identità e le implicazioni etiche della tecnologia integrata nel corpo umano. Sebbene Karle evidenzi le opportunità offerte dalle nuove tecnologie, manifesta anche preoccupazioni relative ai diritti umani e ai potenziali rischi legati all'identità e allo sviluppo personale.  La sua opera invita a una riflessione sui confini tra il digitale e il fisico, tra il naturale e l'artificiale.
Citazione di Amy Karle:
"La biotecnologia può condurci verso un futuro molto promettente o una rovina irreversibile. È fondamentale che consideriamo attentamente e riflettiamo sulla gamma di pericoli e potenzialità e collaboriamo per stabilire strategie per utilizzare la nostra tecnologia per il massimo beneficio dell'umanità."

“Biotechnology can lead us into a very promising future or irreversible demise. It is of vital importance that we thoroughly and thoughtfully contemplate the range of dangers and potentials and work together to establish strategies to utilise our technology for the best and highest good of humanity.” -Amy Karle

## Opere d'arte

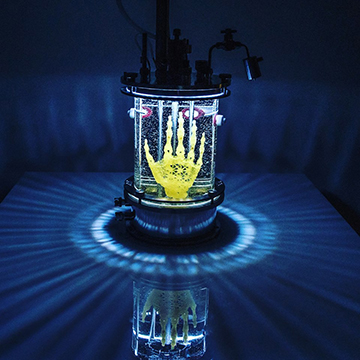
Reliquiario rigenerativo di Amy Karle, 2016, una scultura BioArt di un'impalcatura a forma di mano per la coltura cellulare

"Reliquiario Rigenerativo" (2016) è una scultura bioartistica stampata in 3D che rappresenta uno scheletro di mano umana. L'impalcatura è innestata con cellule staminali mesenchimali umane prelevate da un donatore vivente; queste cellule crescono e si trasformano in osso mentre la struttura di idrogel sottostante si dissolve. L'opera, utilizzando metodi scientifici e tecnologici avanzati, esplora potenziali applicazioni mediche, limiti nella creazione con materiali viventi e le implicazioni del rafforzamento e guarigione del corpo tramite biotecnologia. La combinazione di cellule e impalcature stampate in 3D rappresenta un'innovazione nel campo dell'arte e del design. "Reliquiario Rigenerativo" viene considerato un'opera pionieristica che combina aspetti computazionali, biologici e fisici. Nella sua realizzazione, furono necessari nuovi processi, materiali e tecnologie di stampa 3D. Al tempo della sua creazione, era visto come la più vasta impalcatura stampata in 3D per la coltura cellulare. Quest'opera è stata esposta in diverse sedi, tra cui la Triennale di Milano.

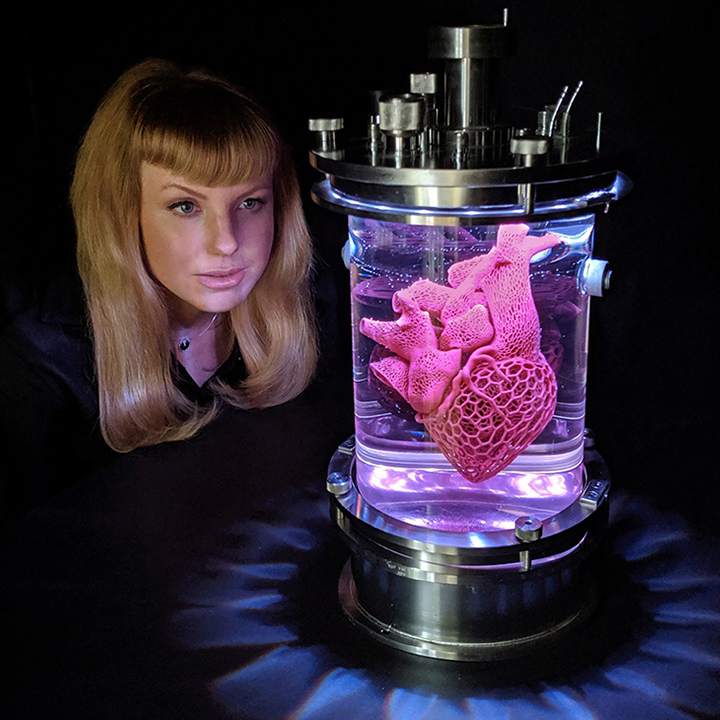
Amy Karle con la sua opera The Heart of Evolution?, 2019

"Il Cuore dell'Evoluzione?" (2019) è una scultura biomeccanica che rappresenta un cuore umano che batte, realizzata tramite stampa 3D con materiali biocompatibili. L'opera presenta un sistema vascolare innovativo, progettato con l'obiettivo di minimizzare i rischi associati alle ostruzioni e migliorare la funzione cardiaca. "Il Cuore dell'Evoluzione?" solleva domande sulla progettazione e produzione di organi sostitutivi e le loro implicazioni per l'umanità, la società e l'evoluzione. È stata esposta per la prima volta in Giappone, al Mori Art Museum di Tokyo, dove la tematica del trapianto d'organo, in particolare dei trapianti cardiaci, ha suscitato ampi dibattiti.

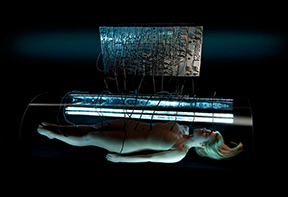
l'arte del biofeedback, Amy Karle, 2011

Biofeedback: Karle ha creato numerose opere d'arte e performance con il biofeedback e il neurofeedback. "Arte del Biofeedback" (2011) consiste in una performance di lunga durata durante la quale Karle ha collegato il proprio corpo a un processore di immagini Sandin per visualizzare i cambiamenti durante le sue meditazioni, che duravano tra le 5 e le 8 ore. Questo lavoro comprende sia la performance di resistenza sia il video sperimentale e l'arte sonora derivati. "Canzoni Cerebrali" (2015): Karle ha trasferito la propria attività cerebrale attraverso un neurocaschetto EEG a strumenti musicali, generando musica con un'interfaccia digitale. "Risonanza" (2015): Karle ha utilizzato un neurocaschetto EEG e una piastra Chladni per visualizzare segnali biologici. La sua performance del 2018 nelle miniere di sale si è tenuta nelle miniere di Bochnia e di Wieliczka, convertendo le sue onde cerebrali in musica e proiezioni digitali attraverso una cuffia neuro EEG. Il video di questa performance è stato poi proiettato in un planetario ideato da Karle.

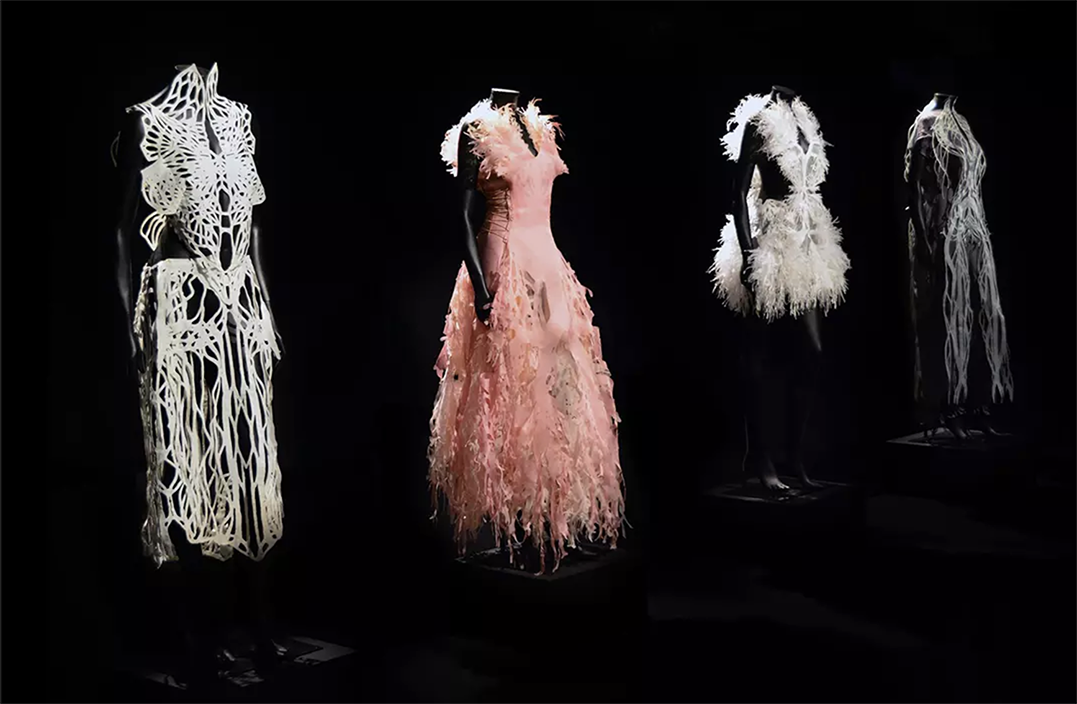
Collezione di interni, Amy Karle 2017

"Collezione Interna" (2016-17) è una serie di abiti di alta moda ispirati all'anatomia umana. Nella loro realizzazione, sono state utilizzate tecniche come la scansione corporea 3D, il design assistito da computer, il taglio laser e il cucito a mano per rappresentare i sistemi interni del corpo. Queste metodologie sono utilizzate anche nell'ambito della moda sostenibile e nel settore medico, come per la realizzazione di tutori personalizzati per la scoliosi o ingessature 3D leggere e traspiranti.
"Moda Cyborg" (2022-2023) è una collezione che fonde arte e moda digitale, immaginando una "biofashion" in un contesto post-naturale, dove corpi e esseri sono modificati attraverso la biotecnologia. La collezione esplora l'interazione tra il corpo, il digitale e il metaverso, unendo intelligenza artificiale, design assistito da computer e lavorazione manuale. I disegni 2D sono inoltre stati tradotti in pezzi tridimensionali, dando vita a vere e proprie "sculture" vestibili.
"Il Corpo e la Tecnologia: Una Metamorfosi Conversazionale" (2017) include opere d'arte 2D realizzate da Amy Karle sia manualmente sia attraverso reti neurali artificiali, Machine Learning e Intelligenza Artificiale. In questo progetto, Karle ha combinato l'utilizzo dell'intelligenza artificiale nel settore sanitario con il design generativo, creando un sistema che impiega l'IA per diagnosticare malattie e, contemporaneamente, utilizza il CAD generativo per progettare parti di ricambio e la biostampa 3D per realizzare impianti.
"Morfologie della Resurrezione" (2020) è una serie di sei sculture sviluppate durante una residenza presso lo Smithsonian. Karle ha esplorato le potenzialità delle tecnologie ricostruttive e l'evoluzione futura tenendo conto degli avanzamenti biotecnologici. Queste opere d'arte rappresentano forme evolutive basate su specie estinte, elaborate per indagare "evoluzioni ipotetiche attraverso la rigenerazione tecnologica" e sono state stampate in 3D con materiali biocompatibili. Le sculture sono state presentate presso la Smithsonian Institution.
Echi Dalla Valle dell'Esistenza (2024) è un'opera d'arte interattiva che coinvolge i partecipanti a riflettere sugli echi duraturi dei loro resti biologici e digitali nel tempo e nello spazio. L'opera riflette la biometria dei visitatori, il tracciamento del corpo in tempo reale e la specchiatura di una persona in forma digitale. Ai partecipanti viene data l'opportunità di contribuire con testi e campioni di DNA, che vengono successivamente convertiti in polvere e incapsulati in un polimero. Le immagini, i testi e il DNA formano una capsula temporale prevista per essere inviata sulla luna nel 2026 da SpaceX e partner sponsor. L'impegno e la preservazione sono volti a sollevare domande sul futuro della vita, della morte, dell'aldilà digitale, dell'eredità e del proprio posto nell'universo.

### Arte digitale

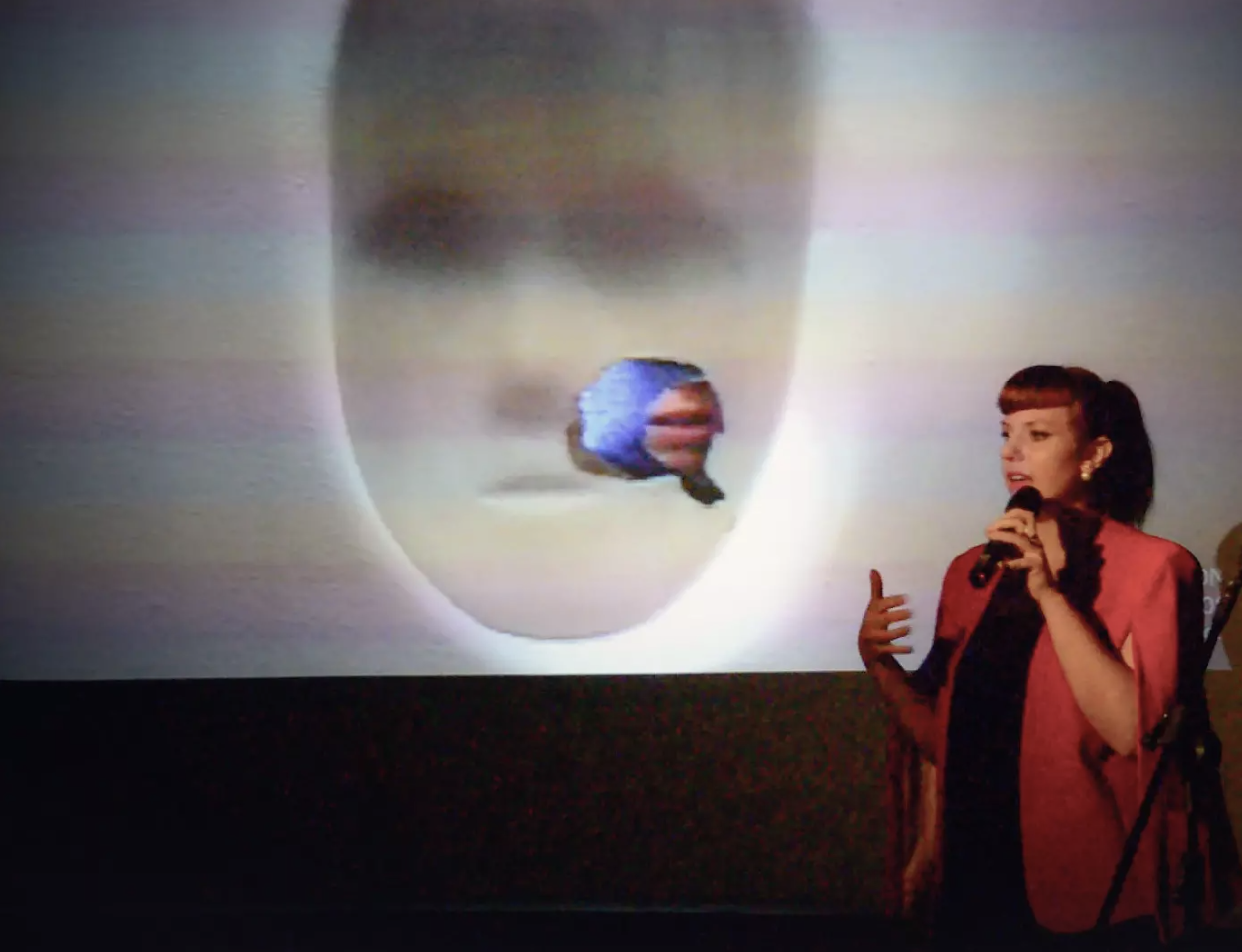
Amy Karle

Gran parte del lavoro di Karle incorpora tecnologie e processi digitali. Karle ha inoltre lavorato con il computing decentralizzato e la blockchain applicati alla biologia e alla genetica, affermandosi come pioniera nella tecnologia NFT. Karle ha dichiarato: "Percepiamo la decentralizzazione come un mezzo per superare le limitazioni fisiche di ciò che l'arte - e le nostre vite - possono rappresentare." È riconosciuta come la prima bioartista ad adottare la blockchain e a realizzare NFT, nonché la prima a utilizzare l'intelligenza artificiale (IA) e l'arte generativa e autonoma per elaborare biodesign e bioarte. "The Skull Collection" (2021-22) è una serie di opere d'arte in formato NFT realizzate da Karle, che riflettono sulla possibilità di trascendere dal fisico al digitale dopo la morte. Le immagini di "The Skull Collection" sono frutto del metodo ideato dall'artista per creare una tecnologia in grado di realizzare opere d'arte come se fossero state create dopo il suo decesso.

### Intelligenza artificiale
Karle ha integrato l'intelligenza artificiale nella sua pratica artistica sia per fini creativi che per esplorare le sue implicazioni nell'assistenza sanitaria e sul futuro. Le sue opere ibride, che combinano intelligenza artificiale e bio-intelligenza artificiale, sono state esposte in prestigiose mostre museali. Tra queste, si annoverano: Artificial Intelligence: AI / The Other I Ars Electronica Linz, Austria,  La Fabrique Du Vivant Centre Pompidou, Parigi, Francia, e Future and the Arte: come vivrà l'umanità domani Mori Art Museum, Tokyo, Giappone.